# Eleição papal de 1241

Brasão papal de Sua Santidade o Papa Celestino IV

A eleição papal ocorrida entre 21 de setembro a 25 de outubro de 1241 resultou na eleição do cardeal Goffredo da Castiglione como Papa Celestino IV depois da morte do Papa Gregório IX.

## Desenvolvimento
A eleição começou um mês após a morte do Papa Gregório IX (ocorrida em 22 de agosto de 1241) e durou mais de um mês, terminando no dia 25 de outubro seguinte. Durante o período da sede vacante, havia quatorze cardeais vivos, mas dois, Giacomo da Pecorara e Oddone di Monferrato, eram prisioneiros do imperador Frederico II da Suábia; um terceiro, Pietro Capuano, o jovem, estava ausente. Os onze restantes participaram da eleição do cardeal Goffredo Castiglioni, que assumiu o nome pontifício de Celestino IV.

## Colégio dos Cardeais

### Cardeais participantes
- Rinaldo dei conti di Segni, bispo de Ostia, decano do Sacro Colégio (futuro Papa Alexandre IV)
- Romano Bonaventura, bispo de Porto e Santa Rufina
- Goffredo da Castiglione, bispo de Sabina (eleito Papa Celestino IV)
- Giovanni Colonna
- Tomás de Cápua
- Stefano de Normandis dei Conti
- Sinibaldo Fieschi (futuro Papa Inocêncio IV)
- Rainiero de Viterbo
- Gil Torres
- Riccardo Annibaldi
- Robert Somercotes (morto durante a sede vacante)

### Cardeais ausentes
- Giacomo da Pecorara
- Oddone di Monferrato
- Pietro Capuano